# 北京爱它动物保护公益基金会
北京爱它动物保护公益基金会，简称它基金，2011年5月19日创建于中国大陆北京市，其创建目標為反虐待动物、改善动物生存境况、促进人与自然和谐发展，倡导“善待动物、尊重生命”。為中国大陆第一个动物保护基金会。

## 歷史
2011年5月19日在北京市民政局註冊成立；注册资金200万元，來自於内蒙古老牛慈善基金会和腾讯公益慈善基金会。首任理事長為李静。5月29日，它基金與云南电视台在北京中华世纪坛舉辦「地球之声－爱及生灵」公益晚会，多位各界名人出席。同年8月，演員朱茵出任它基金第一届“爱它大使”。
2012年2月，它基金向中国证券监督管理委员会发出一封有丁俊暉、崔永元等72位名人具名的吁请函，反對以活熊取膽而備受爭議的归真堂上市。
2016年，被北京市民政局认定为“慈善组织”。

## 主要成员
- 現任理事会成員
  - 理事長：张越
  - 副理事长：元元
  - 理事：李静、尔冬升、张永力、刘朗、林白、马挥、孙茜、傅园慧、尼格买提·热合曼、孙越、许蓬（秘書長）、王晓雷、大能
  - 監事：孙海阳

- 发起人：李静、崔永元、张越、元元、董卿、康辉、赵忠祥、张泉灵 [2]